# NGC 275
NGC 275 è una galassia a spirale barrata situata nella costellazione della Balena a una distanza di circa 68 milioni di anni luce dal sistema solare.

## Descrizione
La galassia ha una classe di luminosità III-IV e presenta una larga riga a 21 cm dell'idrogeno neutro.
Assieme a NGC 274 forma una coppia di galassie che è stata registrata con la designazione Arp 140 nell'Atlas of Peculiar Galaxies dell'astronomo americano Halton Arp, che le ha utilizzate come esempio di materiale emanato da una galassia ellittica.

## Scoperta
NGC 275 è stata scoperta il 9 ottobre 1828 dall'astronomo britannico John Herschel.

## Gruppo di NGC 337
NGC 275 fa parte del gruppo di NGC 337, che comprende almeno altre tre galassie:  NGC 274, NGC 298 e NGC 337.